# Scherma ai Giochi della XXIV Olimpiade
La scherma alle Olimpiadi estive del 1988 fu rappresentata da otto eventi.

## Eventi
| Arma     | Uomini      | Uomini    | Donne       | Donne     | Totale |
| Arma     | Individuale | A squadre | Individuale | A squadre | Totale |
| -------- | ----------- | --------- | ----------- | --------- | ------ |
| Spada    | ■           | ■         | N/D         | N/D       | 2      |
| Fioretto | ■           | ■         | ■           | ■         | 4      |
| Sciabola | ■           | ■         | N/D         | N/D       | 2      |
| Totale   | 3           | 3         | 1           | 1         | 8      |

## Podi

### Uomini
| Evento                          | Oro                                                                                                   | Argento                                                                                          | Bronzo                                                                                            |
| Spada                           | |                                                                                                  |                                                                                                   |
| Spada individuale (dettagli)    | Arnd Schmitt                                                                                          | Philippe Riboud                                                                                  | Andrej Šuvalov                                                                                    |
| Spada a squadre (dettagli)      | Francia Frédéric Delpla Jean-Michel Henry Olivier Lenglet Philippe Riboud Éric Srecki                 | Germania Ovest Elmar Borrmann Volker Fischer Thomas Gerull Alexander Pusch Arnd Schmitt          | Unione Sovietica Andrej Šuvalov Pavel Kolobkov Vladimir Rezničenko Michail Tiško Igor' Tichomirov |
| Fioretto                        | |                                                                                                  |                                                                                                   |
| Fioretto individuale (dettagli) | Stefano Cerioni                                                                                       | Udo Wagner                                                                                       | Aleksandr Roman'kov                                                                               |
| Fioretto a squadre (dettagli)   | Unione Sovietica Aleksandr Roman'kov Il'gar Mamedov Vladimer Aptsiauri Anvar Ibragimov Boris Koreckij | Germania Ovest Matthias Gey Thorsten Weidner Matthias Behr Ulrich Schreck Thomas Endres          | Ungheria Zsolt Érsek Pál Szekeres István Szelei István Busa Róbert Gátai                          |
| Sciabola                        | |                                                                                                  |                                                                                                   |
| Sciabola individuale (dettagli) | Jean-François Lamour                                                                                  | Janusz Olech                                                                                     | Giovanni Scalzo                                                                                   |
| Sciabola a squadre (dettagli)   | Ungheria György Nébald Bence Szabó Imre Bujdosó Imre Gedővári László Csongrái                         | Unione Sovietica Sergej Mindirgasov Michail Burcev Heorhij Pohosov Andrej Alšan Sergej Korjaškin | Italia Giovanni Scalzo Marco Marin Gianfranco Dalla Barba Ferdinando Meglio Massimo Cavaliere     |

### Donne
| Evento                          | Oro                                                                                                | Argento                                                                                         | Bronzo                                                                                        |
| Spada                           | |                                                                                                 |                                                                                               |
| Fioretto individuale (dettagli) | Anja Fichtel-Mauritz                                                                               | Sabine Bau                                                                                      | Zita-Eva Funkenhauser                                                                         |
| Fioretto a squadre (dettagli)   | Germania Ovest Anja Fichtel-Mauritz Zita-Eva Funkenhauser Christiane Weber Sabine Bau Annette Klug | Italia Dorina Vaccaroni Margherita Zalaffi Francesca Bortolozzi Lucia Traversa Annapia Gandolfi | Ungheria Zsuzsanna Jánosi-Németh Gertrúd Stefanek Zsuzsanna Szőcs Katalin Tuschák Edit Kovács |

## Medagliere
| Posizione | Paese            |   |   |   | Totale |
| --------- | ---------------- | - | - | - | ------ |
| 1         | Germania Ovest   | 3 | 3 | 1 | 7      |
| 2         | Francia          | 2 | 1 | 0 | 3      |
| 3         | Unione Sovietica | 1 | 1 | 3 | 5      |
| 4         | Italia           | 1 | 1 | 2 | 4      |
| 5         | Ungheria         | 1 | 0 | 2 | 3      |
| 6         | Germania Est     | 0 | 1 | 0 | 1      |
| 6         | Polonia          | 0 | 1 | 0 | 1      |
| Totale    | Totale           | 8 | 8 | 8 | 24     |